# Непобедимый воин (сезон 2)
Второй сезон шоу «Смертоносный воин» был открыт 20 апреля 2010 в 22:00 по восточноамериканскому времени на телеканале Spike. Анонс сезона состоялся на телеканале с участием всех ведущих: символом анонса стало изображение человеческого торса из баллистического геля, опубликованное в микроблоге программы в социальной сети Twitter. Превью ко второму сезону появилось и на официальном сайте: в нём были показаны современные виды оружия. Всего вышло 13 эпизодов шоу. В данной статье нумерация ведётся с учётом выпусков первого сезона. В России второй сезон показывался на телеканале 2x2.

## Серия 10:SWATпротивGSG 9

### КомандаSWAT
- Джон Дарра, ветеран SWAT
- Стив Гордон, ветеран SWAT

Вооружение и защита:
- Дробовик Benelli M4 Super 90
- Автомат LWRC PSD
- Снайперская винтовка Remington 700
- Мина-Электрошокер
- Керамический бронежилет
- Защитный шлем

Данные воина:
- Рост: 5 футов 11 дюймов
- Вес: 190 фунтов
- Броня: керамический бронежилет
- Масса вооружения: 60 фунтов

### КомандаGSG 9
- Михаэл Нагель, бывший военнослужащий
- Дамьен Пуклер, инструктор GSG 9

Вооружение и защита:
- Дробовик Remington 870
- Автомат HK G36
- Снайперская винтовка HK PSG1
- Ручная граната с резиновыми шариками
- Керамический бронежилет
- Защитный титановый шлем B826

Данные воина:
- Рост: 6 футов
- Вес: 200 фунтов
- Броня: керамический бронежилет
- Масса вооружения: 60 фунтов

### Результаты компьютерной симуляции
Жирным выделены те виды оружия, которые во время испытаний одержали победу над оружием команды противника.
|                          | SWAT          | Побед | GSG 9         | Побед |
| ------------------------ | ------------- | ----- | ------------- | ----- |
| Оружие малой дальности   | Benelli M4    | 80    | Remington 870 | 81    |
| Оружие средней дальности | LWRC PSD      | 227   | HK G36        | 136   |
| Оружие большой дальности | Remington 700 | 271   | HK PSG1       | 205   |
| Специальное оружие       | Электрошокер  | 0     | Граната       | 0     |
| Итого                    |               | 578   |               | 422   |

Со счётом 578:422 победил SWAT.

### Факты об эпизоде

#### Впервые
- Впервые противниками в шоу стали военизированные подразделения полиции.
- Впервые противниками в шоу стали союзники: и SWAT, и GSG-9 консультируют друг друга.
- Впервые в шоу испытывалось нелетальное оружие: электрошокер и граната с резиновыми шариками.
- Впервые (и единственный раз) в шоу оружие тестировалось на живом человеке: так прошли испытания электрошокера.

#### Испытание оружия
- На испытаниях снайперских винтовок сравнивались американская Remington 700 и немецкая HK PSG1. Участники должны были поразить условного противника, находящегося за стеклом, и не попасть в заложника. Оба участника справились с заданием, но попадание HK PSG1 было дальше от заложника и тем самым было более надёжным. Благодаря этому победила немецкая винтовка.
- На испытаниях оружия средней дальности сравнивались автоматы HK G36 и LWRC PSD. В ходе испытаний командам необходимо было уничтожить трёх террористов, не ранить ни одного гражданского и спасти заложника. Команда SWAT справилась с заданием быстрее и победила в этой номинации.
- На испытаниях оружия ближнего боя сравнивались гладкоствольные ружья Benelli M4 и Remington 870. Участники должны были поразить движущуюся цель тремя выстрелами (двумя в грудь и одним в голову). Со слов ведущих, движущаяся цель сравнивалась с наркоманом, убить которого одним попаданием из огнестрельного оружия практически невозможно. Победила команда SWAT, сделавшая это быстрее.
- На испытаниях уникальных видов оружия сравнивались граната с резиновыми шариками и электрошокер. Граната с резиновыми шариками задела всего одну мишень, что не совсем соответствовало требованиям задания. Электрошокер поразил несколько стационарных целей-манекенов, а в испытании на живом человеке показал своё мощное влияние. Как более эффективное оружие, победу одержал шокер.

#### Симуляция и её результаты
- Впервые в шоу в симуляции сражались команды по 4 человека.
- В симуляции впервые бойцы используют транспортное средство для передвижения: SWAT высаживается из фургона на парковке. Вместе с тем это небольшой ляп сценаристов: водитель не участвовал в поединке.
- Боец SWAT не издаёт победного клича, попадая тем самым в число шести воинов, поступающих аналогично.
- Американский SWAT второй раз в истории шоу выиграл три номинации из четырёх: оружие малого и среднего радиуса действия, а также специальное оружие. Немцы сумели одержать верх только в категории дальнобойного оружия с небольшим перевесом.
- Снайперская винтовка HK PSG1 и дробовик Benelli M4 — пятый и шестой виды оружия, победившие в испытаниях, но на деле оказавшиеся хуже, чем у соперников.

#### Неточности
- В передаче конкретно не указывается, SWAT какого штата сравнивался с GSG 9, поскольку в каждом штате есть свои подразделения. Вследствие этого предполагается, что речь шла о собирательном образе SWAT.
- В выпуске можно заметить оружие, которое не испытывалось в шоу: пистолеты у некоторых бойцов и винтовки типа HK G3 у подразделения GSG 9.

## Серия 11:АттилапротивАлександра Македонского

### Команда Аттилы
- Роберт Борсош, профессиональный конный лучник
- Шон Пеннингтон, фехтовальщик, эксперт по древнему оружию

Вооружение и защита:
- Меч Марса
- Лассо
- Гуннский составной лук
- Скифский боевой топор
- Кожаный доспех
- Тюрбан
- Стальной щит

Данные воина:
- Годы правления: 406—453[2]
- Рост: 5 футов 6 дюймов
- Вес: 145 фунтов
- Броня: кожаная

### Команда Александра Македонского
- Питер ван Россум, фехтовальщик, чемпион мира по боям на мечах
- Кендалл Уэллз, фехтовальщик, эксперт по холодному оружию
- Рашад Эванс, боец смешанных единоборств, чемпион UFC в полутяжёлой весовой категории

Вооружение и защита:
- Копис (меч)
- Цистон (копьё)
- Гастрафет
- Баллиста
- Бронзовые нагрудник, шлем и щит

Данные воина:
- Годы правления: 340—323 до н. э.
- Рост: 5 футов 7 дюймов
- Вес: 155 фунтов
- Броня: бронзовая

### Результаты компьютерной симуляции
|                          | Аттила         | Побед | Александр Македонский | Побед |
| ------------------------ | -------------- | ----- | --------------------- | ----- |
| Оружие малой дальности   | Меч            | 117   | Копис                 | 120   |
| Оружие средней дальности | Лассо          | 30    | Цистон                | 225   |
| Оружие большой дальности | Составной лук  | 354   | Гастрафет             | 52    |
| Специальное оружие       | Скифский топор | 95    | Баллиста              | 7     |
| Итого                    |                | 596   |                       | 404   |

Со счётом 596:404 победил Аттила.

### Факты об эпизоде

#### Впервые
- Впервые была реконструирована схватка с участием исторического персонажа и его подчиненных — ранее моделировались либо индивидуальные бои, либо бои «безликих» отрядов. Тем не менее, «классическая» система боя между отрядами из пяти человек, возглавляемыми историческими персонажами, появилась лишь в следующей серии — «Джесси Джеймс против Аль Капоне».
- Впервые в шоу учитывался фактор боя между всадниками: Аттила и Александр сражались верхом на лошадях. Вследствие этого некоторые испытания проводились на лошадях.

#### Испытания оружия
- В категории специального оружия сравнивались топор скифов и баллиста. Баллиста благодаря огромной дальности победила в номинации: скифский топор, несмотря на свой потенциал, не пробил античные доспехи.
- В испытаниях оружия дальнего радиуса действия сравнивались гуннский лук и греческий гастрафет. Из гуннского лука стреляли верхом на лошади, из гастрафета в пешем строю. Лук выиграл благодаря точности и быстрой перезарядке.
- В испытаниях оружия среднего радиуса действия были представлены греческий цистон и лассо гуннов. Цистон оказался эффективнее: для того, чтобы с помощью лассо убить, необходимо было сбросить противника с лошади так, чтобы он получил серьёзный ушиб, что требовало сноровки и удачи.
- При испытании оружия ближнего боя меч Аттилы справился со всеми противниками за 34,5 с, а меч Александра Македонского нанёс всем урон за 25,75 с, но оставил в живых одного противника. Отсюда победу присудили команде Аттилы.
- Команда Александра продемонстрировала несколько приёмов из древнегреческого единоборства панкратион: по словам Рашада Эванса, часть этих приёмов запрещена правилами UFC (например, удары коленом в голову и удушающие приёмы).

#### Симуляция
- Первый и единственный раз в отрядах было по 3 человека.
- Несмотря на то, что в симуляционном бою участвовали свита Аттилы и Александра, счётчик смертей не указывался.
- Один из солдат Александра Македонского так и не был показан в бою (возможно, его смерть осталась за кадром).
- Гуннский лук принёс больше всего побед в выпусках древнего оружия за оба сезона.
- Меч Марса и баллиста — седьмой и восьмой виды оружия, победившие в испытаниях, но на деле оказавшиеся хуже, чем у соперников.

## Серия 12:Джесси ДжеймспротивАль Капоне

### Команда Джесси Джеймса
- Джоуи Диллон[англ.], музыкант в стиле кантри, трёхкратный чемпион мира по трюковой стрельбе из револьвера
- Дж. У. Уайзмен, профессиональный стрелок и каскадёр[3]

Вооружение и защита:
- Нож Боуи
- Револьвер Colt Single Action Army
- Винтовка «Винчестер»
- Рукоятка револьвера

Данные о воине:
- Время активности: 1866—1876
- Размер банды: 4-8 человек
- Преступления: ограбления банков и убийства

### Команда Аль Капоне
- Меир Лански II, внук американского гангстера Меира Лански
- Джонни Лью Фратто, сын американского гангстера Луи Фратто

Вооружение и защита:
- Стилет
- Пистолет-пулемёт Томпсона
- Граната Mk 2
- Кастет

Данные о воине:
- Время активности: 1922—1931
- Размер банды: 10-20 человек
- Преступления: мошенничество, вымогательство денег, убийства

### Результаты компьютерной симуляции
|                          | Джесси Джеймс       | Побед | Аль Капоне                | Побед |
| ------------------------ | ------------------- | ----- | ------------------------- | ----- |
| Оружие малой дальности   | Нож Боуи            | 13    | Стилет                    | 1     |
| Оружие средней дальности | Револьвер Кольт     | 203   | Пистолет-пулемёт Томпсона | 338   |
| Оружие большой дальности | Винтовка Винчестера | 326   | Граната Mk 2              | 116   |
| Специальное оружие       | Рукоятка револьвера | 2     | Кастет                    | 1     |
| Итого                    |                     | 544   |                           | 456   |

Со счётом 544:456 победил Джесси Джеймс.

### Факты об эпизоде

#### Противники
- Первый раз в бою сошлись представители одной и той же страны.
- В распоряжении команды Джеймса было всего три вида оружия, однако рукоятку револьвера классифицировали как отдельное оружие.

#### Испытания оружия
- При испытании огнестрельного оружия замерялось не только количество выстрелов в секунду, но и время на то, чтобы достать оружие и произвести выстрел.
- В соревнованиях оружия среднего радиуса действия револьвер оказался быстрее «Томми» на тысячные доли секунды, но по огневой мощи всё-таки проиграл.
- При испытании «Томми» команда Аль Капоне вела огонь на ходу из автомобиля Hudson Super-Six Coach[англ.], а команда Джеймса — на скаку с лошади.
- Во время испытаний оружия большего радиуса сравнивались американская граната Mk 2 и винтовка «винчестер». Радиус взрыва гранаты был довольно большим, но граната не сумела уничтожить всех противников. «Винчестер» же поразил все цели по времени ещё до взрыва гранаты, чем и принёс победу в номинации.
- При испытании образцов оружия ближнего боя команда Аль Капоне продемонстрировала при помощи стилета на манекене способ расправы гангстеров, известный как «улыбка Глазго». Стилет получил преимущество за удивительно тяжелые для такого небольшого оружия раны и возможность скрытого ношения, несмотря на большую силу ножа Боуи.
- В номинации специального оружия сравнивались рукоятка револьвера, которую в XIX веке реально использовали в рукопашном бою, и кастет. Кастет сумел пробить череп с трёх ударов, а револьверу хватило и одного, что и принесло победу команде Джеймса. Несмотря на подтверждённые экспертами результаты по мощности удара, команда Аль-Капоне раскритиковала саму манеру боя, утверждая, что сама идея бить кого-то рукояткой огнестрельного оружия не несёт смысла в бою.
- Пистолет-пулемет Томпсона испытывался во второй раз, и в обоих случаях выступал оружием американских гангстеров времен «Сухого закона».

#### Симуляция
- Действие симуляции происходит в Чикаго, в музее Американской истории.
- Впервые в симуляции после каждого убийства звучал звуковой сигнал.
- Первый раз каждый воин в отряде хотя бы один раз отдал команду соратникам.
- Первый и единственный раз со стороны победителя уцелело более одного человека: Джесси Джеймс и его брат Фрэнк (именно он, а не Джеймс, убил Аль Капоне).
- Аль Капоне — третий воин, проигравший бой, несмотря на то, что имел самое сильное оружие («Томми»).
- Стилет оказался девятым оружием, победившим в номинации, но на деле оказавшимся хуже, чем у соперника.

## Серия 13:Ацтек-Ягуарпротиввоина занде

### Команда Ацтека
- Давид Лавера, боец смешанных единоборств, потомок ацтеков
- Эдер Саул Лопес, историк

Вооружение и защита:
- Ритуальный нож текпатль
- Деревянный меч с обсидиановыми лезвиями макуауитль
- Метательное копье тлакотчли и копьеметалка Атлатль
- Праща тематлатль
- Деревянный шлем
- Шкура ягуара
- Щит чималли
- Хлопковый нагрудник ичкауипилли

Данные о воине:
- Год: 1500
- Рост: 5 футов 6 дюймов
- Вес: 140 фунтов
- Броня: хлопковый нагрудник, деревянный шлем, шкура ягуара, щит

### Команда Занде
- Коли Мустафа Спикс, мастер смешанных единоборств
- Гордон Джок, мастер смешанных единоборств, мастер боя на шестах

Вооружение и защита:
- Серп макрака
- Копьё-гарпун макригга
- Метательный нож кпинга
- Лук ботто и отравленные стрелы пима
- Щит из лозы

Данные о воине:
- Год: 1820
- Рост: 5 футов 9 дюймов
- Вес: 170 фунтов
- Броня: щит из лозы

### Результаты компьютерной симуляции
|                          | Ацтек      | Побед | Занде        | Побед |
| ------------------------ | ---------- | ----- | ------------ | ----- |
| Оружие малой дальности   | Текпатль   | 32    | Макрака      | 91    |
| Оружие средней дальности | Макуауитль | 319   | Макригга     | 289   |
| Оружие большой дальности | Атлатль    | 86    | Кпинга       | 127   |
| Специальное оружие       | Тематлатль | 11    | Ботто и пима | 45    |
| Итого                    |            | 448   |              | 552   |

Со счётом 448:552 победил воин занде.

### Факты об эпизоде
- В серии при помощи текпатля воссоздали часть ритуала человеческого жертвоприношения у ацтеков, а при помощи макраки воссоздали смертную казнь через отсечение головы. В сравнении этих образцов оружия ближнего боя победила макрака как более мощная.
- Испытание зазубренной палицы макуавитль проводилось на манекене головы лошади из баллистического геля, а испытание макригги на 300-фунтовом куске говядины с кровью. Макуавитль победил благодаря обсидиановым лезвиям, наносившим тяжелейшие резанные раны.
- Праща тематлатль стала единственной пращой, которая во всех сериях получила преимущество в своей категории и принесла хотя бы одну победу. Несмотря на то, что несколько бросков из пращи не были смертельными, отравленные стрелы занде не пробили хлопковый нагрудник Воина-Ягуара
- Тематлатль — десятое оружие, победившее в испытаниях, но на деле оказавшееся хуже, чем у соперников.
- Ацтекский ягуар — четвёртый воин, проигравший бой, несмотря на то, что имел самое сильное оружие (макуавитль).
- Воин занде стал вторым воином, победившим за счёт наличия металлического оружия. Первым был шаолиньский монах из первого сезона.

## Серия 14:Ваффен-ССпротивВьетконга

### Команда СС
- Сильвио Вольф Буш, актёр, каскадёр, военнослужащий бундесвера
- Роберт Вильгельм-Маккейн, историк

Вооружение и защита:
- Пистолет Mauser C96
- Пистолет-пулемёт MP-18
- S-мина «Прыгающая Бетти»
- Огнемёт Flammenwerfer 41
- Стальной шлем M35

Данные о воине:
- Время службы: 1933—1945
- Рост: 6 футов
- Вес: 175 фунтов
- Лояльность: Адольф Гитлер

### Команда Вьетконга
- Туан Нгуен, оружейник Армии США, беженец времён Вьетнамской войны
- Дэнни Бойер, работник частной охранной компании в Юго-Восточной Азии, родился на одной из баз ВС США во Вьетнаме

Вооружение и защита:
- Пистолет ТТ
- Пистолет-пулемёт MAT-49
- Мина ПОМЗ-2 и граната Ф-1
- Бамбуковые колья

Данные о воине:
- Время службы: 1954—1976
- Рост: 5 футов 4 дюйма
- Вес: 120 фунтов
- Лояльность: Хо Ши Мин

### Результаты компьютерной симуляции
|                          | Ваффен-СС        | Побед | Вьетконг         | Побед |
| ------------------------ | ---------------- | ----- | ---------------- | ----- |
| Оружие малой дальности   | Mauser C-96      | 50    | ТТ-33            | 42    |
| Оружие большой дальности | MP 28            | 310   | MAT-49           | 177   |
| Взрывное оружие          | S-мина           | 76    | ПОМЗ-2 и Ф-1     | 81    |
| Специальное оружие       | Flammenwerfer 41 | 178   | Бамбуковые колья | 86    |
| Итого                    |                  | 614   |                  | 386   |

Со счётом 614:386 победили Ваффен-СС.

### Факты об эпизоде

#### Испытания оружия
- В категории специального оружия огнемёт немцев с большим преимуществом оказался сильнее бамбуковых кольев, поскольку мог уничтожать противника где угодно, а колья — только в отведённом им месте.
- Пятый раз в шоу в категории сравнения оружия была объявлена ничья: среди оружия средней дальности пистолеты-пулемёты MP-18 и MAT-49 уничтожили все цели за 30 секунд.
- В категории оружия ближнего радиуса действия Mauser C96 уверенно выиграл поединок против ТТ, поразив цели быстрее.
- В категории взрывчатки прыгающая мина немцев проиграла комбинации мины ПОМЗ-2 и гранаты Ф-1 (впервые в шоу применялась комбинация сразу двух видов оружия).

#### Ошибки и неточности
- В симуляции использовались винтовки Mauser 98k и СКС, которые не были заявлены оружием сторон и не проходили испытаний. Также эксперты команд демонстрировали АКМС со стороны Вьетконга и ППШ[4] со стороны Ваффен-СС, однако эти виды оружия также не испытывались.
- В видеовставках встречаются несколько вариантов ловушек Вьетконга: от летающего шипастого шара до растяжек, замаскированных под повозки и фрукты. В симуляции же показана только яма с кольями; испытывался только шар с шипами.
- Неясен выбор оружием СС пистолет-пулемета МР-28: хотя он действительно использовался Ваффен-СС, он не был так широко распространён, как MP-40, показанный в видеовставках с участием эсэсовцев.
- В сравнении пистолетов была продемонстрирована способность «Маузера» вести автоматический огонь, когда вся обойма была выпущена менее чем за секунду. Однако подобная возможность присутствовала только в модификации пистолета Mauser 712.
- Вместо гранаты Ф-1, присутствовавшей в связке с ПОМЗ-2, показывалась американская граната Mk II.

#### Прочие
- Оба противника в своей истории воевали против армии США, однако эсэсовцы в итоге потерпели неудачу, а вьетконговцы победили.
- В показанной симуляции 5 на 5 каждое испытанное оружие уничтожило хотя бы одного противника.

## Серия 15:ЦентурионпротивРаджпута

### Команда Центуриона
- Теренс Ротоло, каскадёр, эксперт по древнему оружию[5]
- Мэтт Ласки, историк

Вооружение и защита:
- Гладиус (меч)
- Пилум
- Скорпион
- Долабра
- Лорика Гамата (нагрудник)
- Шлем галеа
- Скутум

Данные о воине:
- Год: 120
- Рост: 5 футов 8 дюймов
- Вес: 170 фунтов
- Броня: римские доспехи

### Команда Раджпута
- Гугун Дип Сингх, фехтовальщик, этнический индиец, потомок раджпутов
- Бхайнит Сингх, мастер боевых искусств, боец в стиле гарка
- Сухвиндер Сингх, мастер по фехтованию на мечах уруми

Вооружение и защита:
- Кханда
- Уруми
- Чакра
- Катар
- Кольчуга «тысячи гвоздей»
- Стальной шлем
- Стальной щит

Данные о воине:
- Год: 900
- Рост: 5 футов 6 дюймов
- Вес: 145 фунтов
- Броня: кольчуга

### Результаты компьютерной симуляции
|                          | Центурион | Побед | Раджпут | Побед |
| ------------------------ | --------- | ----- | ------- | ----- |
| Оружие малой дальности   | Гладиус   | 223   | Кханда  | 328   |
| Оружие средней дальности | Пиллум    | 44    | Уруми   | 0     |
| Оружие большой дальности | Скорпион  | 4     | Чакра   | 53    |
| Специальное оружие       | Долабра   | 114   | Катар   | 234   |
| Итого                    |           | 385   |         | 615   |

Со счётом 385:615 победил Раджпут.

### Факты об эпизоде
- В испытаниях мечей гладиус отрубил руки гелевому маникену и вспорол грудную клетку. Кханда испытывалась на говяжьих тушах и продемонстрировала способность наносить сильнейшие раны, что, наряду с большей длиной, и обеспечило ей преимущество. Также был продемонстрирован метод фехтования Раджпутов «Вихрь»
- Уруми оказалась лишь оружием устрашения: при испытаниях на трех манекенах смертельная рана была нанесена лишь одному. Пилум показал себя отличным метательным копьем: тремя бросками были поражены три цели и пробит щит раджпута
- В испытаниях оружия дальнего боя брошенная чакра перерубила макет человеческой шеи. Скорпион поразил четыре мишени на 25 ярдах и одну мишень на 50 ярдах, однако его возможности были ослаблены долгим временем перезарядки и отсутствием мобильности.
- В соревновании специального оружия долабра, пробившая кольчугу раджпута, оказалась сильнее катара, который на близком расстоянии сумел поразить свиную тушу и пробить кольчугу.
- Долабра — одиннадцатое оружие, победившее в испытаниях, но на деле оказавшееся хуже, чем у противника.

## Серия 16:Сомалийские пиратыпротивМедельинского наркокартеля

### Команда Сомалийских пиратов
- Абди Али, военнослужащий армии США, этнический сомалиец
- Хаджи Укадж, беженец времён гражданской войны в Сомали, ополченец

Вооружение и защита:
- Якорь-кошка
- Автомат АК-47
- Пулемёт ПКМ
- Гранатомёт РПГ-7

Данные о воине:
- Время активности: 1992—н. в.
- Рост: 5 футов 10 дюймов
- Вес: 145 фунтов
- Преступления: грабёж кораблей

### Команда Медельинского картеля
- Майкл Корлеоне Бланко, сын Грисельды Бланко, одной из основательниц картеля
- Кенни Галло[англ.], бывший наркодилер

Вооружение и защита:
- Мачете
- Пистолет-пулемёт Mini-Uzi
- Пулемёт M60
- Связка динамита («автомобильная бомба»)

Данные о воине:
- Время активности: 1975—1993
- Рост: 5 футов 9 дюймов
- Вес: 175 фунтов
- Преступления: торговля наркотиками

### Результаты компьютерной симуляции
|                          | Пираты      | Побед | Картель         | Побед |
| ------------------------ | ----------- | ----- | --------------- | ----- |
| Оружие малой дальности   | Якорь-кошка | 8     | Мачете          | 54    |
| Оружие средней дальности | АК-47       | 204   | Mini Uzi        | 188   |
| Оружие большой дальности | ПКМ         | 140   | M60             | 96    |
| Взрывное оружие          | РПГ-7       | 170   | Связка динамита | 140   |
| Итого                    |             | 522   |                 | 478   |

Со счётом 522:478 победили Сомалийские пираты.

### Факты об эпизоде

#### Противники
- Это первый эпизод, в котором сравниваются современные преступники, и третий, в котором сравнивались преступные группировки.
- В этом эпизоде был показан лидер картеля Пабло Эскобар, однако официально называть факторы неизвестности и причислять их лидерам или солдатам в разной доле стали только со следующего сезона.

#### Испытание оружия
- В состязании оружия ближнего боя сравнивались мачете картеля и якорь-кошка пиратов. При помощи мачете была показана казнь под названием «колумбийский галстук», а при помощи якоря-кошки из туши свиньи выпотрошили все внутренности. Мачете был признан лучшим по сравнению с якорем-кошкой, который вопреки наносимому урону изначально не предназначался для боя и не был удобным в обращении.
- В испытаниях оружия средней дальности команда картеля в упор расстреляла автомобиль из пистолета-пулемёта Mini-Uzi, однако пираты эффективнее поразили все цели из АК-47, стреляя с движущейся лодки по двум манекенам на расстоянии 50 и двум на расстоянии 100 метров, что дало им преимущество в этой категории.
- В испытаниях пулемётов как оружия большого радиуса действия сравнивались ПКМ и M60. Хотя оба оружия уничтожили все цели, у команды пиратов произошла одна осечка, а у команды картеля — две. По времени выполнения задания, убойности, точности и надёжности ПКМ пиратов выиграл у M60.
- При испытании взрывчатки связка динамита и снаряд из РПГ-7 нанесли большие разрушения, но не уничтожили все цели. Ведущие отметили возможность РПГ-7 прицельно вести стрельбу и перезаряжать, в то время как при установке связки динамита был всего один шанс на поражение цели. Тем не менее, победу отдали динамиту.

#### Симуляция и её результаты
- В симуляции непосредственно появляется лидер картеля Пабло Эскобар. Имя лидера пиратов неизвестно, однако в симуляции он называет одного из своих подчинённых Абдуллой.
- Первый раз за все выпуски один из бойцов совершил суицид и уничтожил одновременно противника: Эскобар подорвал автомобиль и погиб сам, но от взрыва погиб и лидер пиратов.
- В схватке пирату отрубают мачете руку вместе с якорем: это один из немногих случаев показа членовредительства в симуляции.
- Динамит — двенадцатое оружие, победившее в испытаниях, но на деле оказавшееся хуже, чем у противника.

#### Ошибки и неточности
- Авторами не сообщались обстоятельства ликвидации Пабло Эскобара, хотя в описании Медельинского картеля прямо указан год, когда он прекратил существование.
- На столе у пиратов можно заметить револьвер типа Colt Single Action, хотя он не участвовал в испытаниях.
- В испытаниях вместо АК-47 испытывался автомат Zastava M70B1, а в видеовставках вместо Mini Uzi использовался полноценный Uzi или Micro Uzi.

## Серия 17:Персидский бессмертныйпротивКельта

### Команда Бессмертного
- Ардешир Радпур, иранский историк и наездник[6]
- Сайрус Захири, мастер боя на мечах

Вооружение и защита:
- Сагарис
- Копьё
- Лук и стрелы
- Колесница с косами
- Бронзовый нагрудник и щит

Данные о воине:
- Год: 500 до н. э.
- Рост: 5 футов 8 дюймов
- Вес: 160 фунтов
- Броня: бронзовая

### Команда Кельта
- Фрэнсис Бребнер, чемпион Игр Горцев
- Спенсер Диннин, потомок кельтских воинов
- Дэйв Бэйкер, мастер оружейник, кузнец

Вооружение и защита:
- Кельтский железный меч
- Ланцея
- Праща
- Палица-бурда
- Кожаные доспехи
- Щит

Данные о воине:
- Год: 400 до н. э.
- Рост: 6 футов
- Вес: 180 фунтов
- Броня: кожаная

### Результаты компьютерной симуляции
|                          | Бессмертный  | Побед | Кельт       | Побед |
| ------------------------ | ------------ | ----- | ----------- | ----- |
| Оружие малой дальности   | Сагарис      | 127   | Длинный меч | 170   |
| Оружие средней дальности | Копьё        | 247   | Ланцея      | 126   |
| Оружие большой дальности | Лук и стрелы | 180   | Праща       | 1     |
| Специальное оружие       | Колесница    | 135   | Бурда       | 14    |
| Итого                    |              | 689   |             | 311   |

Со счётом 689:311 победил Бессмертный.

### Факты об эпизоде
- Впервые в шоу воины сражались на колесницах.
- Перс — второй воин, одержавший минимум 100 побед при помощи каждого оружия.
- При состязании оружия ближнего боя меч и сагарис нанесли сильный урон манекенам из баллистического геля, однако сагарис не сумел пробить кожаную броню и застрял в ней, а железный меч кельтов проломил бронзовые доспехи персов.
- Ланцея и копьё успешно поразили свои цели, но в сравнении сильнее оказалось копьё, так как им можно было пользоваться не один раз.
- В испытаниях оружия дальнего боя лук поразил мишень с 50 ярдов, а пять бросков пращи убили двоих человек и ранили ещё троих. Лук безоговорочно победил.
- В категории специального оружия палица оказалась эффективнее колесницы, поскольку сила удара была в семь раз выше смертельной, а колесница не справилась одновременно с двумя противниками.
- Палица — тринадцатое оружие, победившее в испытаниях, но на деле оказавшееся хуже, чем у противника.

## Серия 18:КГБпротивЦРУ

### Команда КГБ
- Павел Ксендз, бывший военнослужащий ВДВ
- Стас Классен, актёр, бывший военнослужащий советской армии

Вооружение и защита:
- Тычковый нож, спрятанный в ботинке
- Стреляющая камера с патронами калибра .22 Long Rifle
- Пистолет-пулемёт Skorpion SMG-61
- Капсула с динамитом[англ.]

Данные о воине:
- Годы деятельности: 1954—1991
- Рост: 5 футов 10 дюймов
- Вес: 170 фунтов
- Миссии: шпионаж, саботаж

### Команда ЦРУ
- Майк Бэйкер[англ.], агент ЦРУ в отставке, телеведущий телеканала Fox, консультант в киноиндустрии
- Фрэнк Дауз, ветеран Морской пехоты США

Вооружение и защита:
- Гаррота
- Стреляющий дипломат со спрятанным Walther PP
- Пистолет-пулемёт MAC-10
- Взрывающаяся сигара

Данные о воине:
- Годы деятельности: 1947—н. в.
- Рост: 5 футов 11 дюймов
- Вес: 180 фунтов
- Миссии: шпионаж, военные операции

### Результаты компьютерной симуляции
|                          | КГБ                 | Побед | ЦРУ                 | Побед |
| ------------------------ | ------------------- | ----- | ------------------- | ----- |
| Оружие малой дальности   | Нож в ботинке       | 5     | Гаррота             | 1     |
| Оружие средней дальности | Стреляющая камера   | 10    | Стреляющий дипломат | 95    |
| Оружие большой дальности | Skorpion SMG-61     | 361   | MAC-10              | 413   |
| Взрывное оружие          | Капсула с динамитом | 74    | Взрывающаяся сигара | 41    |
| Итого                    |                     | 450   |                     | 550   |

Со счётом 450:550 победило ЦРУ.

### Факты об эпизоде

#### Соотношения сторон
- Оформление павильона, где проходили съёмки и испытания, было точно таким же, как и в серии «Зелёные береты против спецназа ГРУ».
- Это третий выпуск с участием советских и/или российских солдат и их первое поражение. Также единственный раз рассказывалось о конкретной операции российского подразделения — штурме дворца Амина, но описание штурма дворца Амина не имеет ничего общего с реальными событиями.

#### Испытания
- В сравнении пистолетов-пулемётов MAC-10 и Skorpion SMG-61 победу одержал MAC-10: «Оперативник ЦРУ» затратил 16 секунд на уничтожение всех 5 мишеней. «Оперативник КГБ» затратил 12 секунд, однако уничтожил только три мишени (четвёртая была повреждена, пятая не пострадала).
- В категории замаскированного оружия победу одержал дипломат с пистолетом: у него был большой боезапас. Стреляющий фотоаппарат продемонстрировал более высокую точность и поразил мишень лучше, чем пистолет в дипломате, но был только однозарядным оружием.
- В категории взрывных устройств сравнивались взрывающаяся сигара, которой хотели уничтожить Фиделя Кастро, и капсула с динамитом, где можно было спрятать микрофильм. Капсула открывалась безопасно по определённой схеме, попытка открыть её по другой схеме могла привести к взрыву. Более эффективный механизм капсулы принёс ей победу — шансы на то, что жертва выбросит сигару, были слишком высоки.
- В сравнении холодного оружия тычковый нож в ботинке уверенно победил гарроту: им можно было бить с большего расстояния, а также его можно было легко спрятать.

#### Симуляция
- Впервые в компьютерной симуляции в бою приняли участие женщины с обеих сторон.
- Первый и единственный раз у каждого агента-бойца было показано своё кодовое имя от 001 до 005.
- Схватка происходит на территории советского посольства в США.
- Агент ЦРУ — один из шести воинов без победного боевого клича.

#### Ошибки и неточности
- Серьёзной ошибкой продюсеров передачи стал подбор противников: в качестве ЦРУ представлен де-факто опытный Центр специальных операций, а в качестве КГБ подобраны личности, которые в принципе не могли участвовать в штурме дворца Амина, поскольку этим занимались делали подразделения спецназа КГБ, участвовавшие в Афганской войне.
- Оружие подозрительно схоже с образцами некоторых из фильмов: так, тычковый нож в ботинке схож с лезвиями туфель Розы Клебб из фильма о Джеймсе Бонде «Из России с любовью» или из ботинок фильмов франшизы «Kingsman».

## Серия 19:Влад ДракулапротивСунь Цзы

### Команда Влада Дракулы
- Вацлав Гавлик, фехтовальщик
- Брэм Галлахер, историк

Вооружение и защита:
- Килич
- Алебарда
- Стальной арбалет
- Пищаль-ручница
- Кольчуга
- Пластинчатый доспех
- Стальной шлем
- Стальной щит

Данные о воине:
- Годы жизни: 1431—1476
- Рост: 5 футов 9 дюймов
- Вес: 170 фунтов
- Броня: стальная

### Команда Сунь Цзы
- Джонни Янг, чемпион по боевым искусствам
- Томми Ленг, оружейный мастер

Вооружение и защита:
- Цзянь
- Копьё-чжуа
- Самозарядный арбалет
- Горящие стрелы
- Кожаная броня
- Бронзовый шлем
- Щит

Данные о воине:
- Годы жизни: 544—496 до н. э.
- Рост: 5 футов 7 дюймов
- Вес: 160 фунтов
- Броня: кожаная

### Результаты компьютерной симуляции
|                          | Влад Дракула     | Побед | Сунь Цзы             | Побед |
| ------------------------ | ---------------- | ----- | -------------------- | ----- |
| Оружие малой дальности   | Килич            | 337   | Цзянь                | 234   |
| Оружие средней дальности | Алебарда         | 214   | Чжуа                 | 37    |
| Оружие большой дальности | Стальной арбалет | 30    | Самозарядный арбалет | 46    |
| Специальное оружие       | Ручница          | 71    | Горящие стрелы       | 31    |
| Итого                    |                  | 652   |                      | 348   |

Со счётом 652:348 победил Влад Дракула.

### Факты об эпизоде
- Разница между годом смерти Сунь Цзы и годом рождения Влада Дракулы составляет 1927 лет, что является рекордом в программе. Фактически, первый раз в эпизоде столкнулись воины из разных эпох (до нашей эры и нашей эры).
- В шоу был продемонстрирован излюбленный способ смертной казни Влада Дракулы — посажение на кол. Именно так в симуляции Влад поступает с Сунь Цзы.
- Для симуляции разработчикам пришлось учесть тактический гений Сунь Цзы: один раз он с дерева обстреливает Влада, поджигая траву, а второй раз подкидывает ему манекен, по которому Влад и стреляет.
- Килич с легкостью, продемонстрированной ранее лишь катаной, одним ударом разрубил подвешенную свиную тушу (точнее, Вацлав Гавлик несколько раз разрубил её надвое несколькими ударами). Цзянь показал более скромный результат — не смог разрубить такую же тушу. Колющие удары цзянем были впечатляющими, но килич получил преимущество.
- Чжуа понадобилось три удара, чтобы достаточно нанести смертельный урон гелевому манекену, в то время как алебарда одним ударом пробила манекен насквозь в районе груди. К тому же у алебарды была возможность рубить.
- Стальной арбалет проиграл самозарядному арбалету, поскольку требовал больше времени на перезарядку, а также не пробил китайский кожаный доспех. Самозарядный сумел пробить кольчугу Влада Дракулы.
- Влад Цепеш (Дракула) — третий воин, победивший в 3 испытаниях из 4.
- Ручница одержала верх в сравнении с горящими стрелами, поскольку она не только наносила мощный урон с дистанции, но и могла использоваться как тяжелая дубина для самообороны. А огонь от горящей стрелы мог остановить кровотечение.

## Серия 20:Воины империи МинпротивМушкетёров

### Команда Мин
- Джонатан Вейцзянь Вань, чемпион мира по тай-чи, мастер кунг-фу
- Филипп Дань, чемпион по боевому ушу

Вооружение и защита:
- Дао (меч)
- Трёхствольная ручница
- Пушка «пчелиный рой»
- Механическая мина
- Металлические доспехи

Данные о воине:
- Годы существования: 1368—1644
- Рост: 5 футов 7 дюймов
- Вес: 150 фунтов
- Броня: кожаная, металлическая

### Команда Мушкетёров
- Ксавье Декли, мастер фехтования, военнослужащий Французского Иностранного легиона
- Люк Лефонтен, историк и фехтовальщик

Вооружение и защита:
- Рапира и мен-гош
- Колесцовый пистолет
- Мушкет
- Граната
- Кираса

Данные о воине:
- Годы существования: 1622—1776
- Рост: 5 футов 9 дюймов
- Вес: 160 фунтов
- Броня: стальная

### Результаты компьютерной симуляции
|                          | Воины Мин         | Побед | Мушкетёры           | Побед |
| ------------------------ | ----------------- | ----- | ------------------- | ----- |
| Оружие малой дальности   | Дао               | 71    | Рапира и мен-гош    | 195   |
| Оружие средней дальности | Китайская ручница | 41    | Колесцовый пистолет | 178   |
| Оружие большой дальности | Пчелиное гнездо   | 15    | Мушкет              | 275   |
| Специальное оружие       | Механическая мина | 199   | Граната             | 26    |
| Итого                    |                   | 326   |                     | 674   |

Со счетом 326:674 победили Мушкетеры.

### Факты об эпизоде
- В соревновании оружия ближнего боя меч дао сумел за 7 секунд разрубить две свиные туши пополам при помощи пяти смертельных ударов, а рапира и мен-гош за 16 секунд нанесли пять смертельных ранений торсу из баллистического геля. За счёт скорости дао получил преимущество, однако в симуляции оказался откровенно бесполезным.
- Колесцовый пистолет пробил кожаную броню китайского воина, нанеся три смертельных ранения, хотя дважды дал осечку. Однако он одержал победу, поскольку ручница не пробила кирасу мушкетера. Лишь один выстрел стал смертелен, и только потому, что пришелся в незащищенную шею (второй выстрел пришёлся в руку и грозил ампутацией руки, но не гибелью бойца).
- Мушкет в соревновании с пушкой «пчелиный рой» оказался точнее — тремя выстрелами Люк Лефонтен дважды попал манекену в грудь и один раз в голову, нанеся смертельные раны. «Пчелиный рой» испытывался на 17 мишенях: 16 солдат и конный офицер. Из 32 выпущенных стрел с ракетными двигателями лишь шесть попали в мишени, а смертельные раны нанесли лишь три. При этом офицер остался невредим, хотя был заявлен как основная мишень.
- Механическая мина, несмотря на свою неподвижность, убила за один раз четырёх бойцов, в то время как граната поразила только две цели из четырёх (вся её ударная волна пришлась только в одном направлении). Мина и стала единственным китайским оружием, которое по количеству побед превзошло французское.
- Дао — четырнадцатое оружие, победившее в испытаниях, но на деле оказавшееся хуже, чем у противника.

## Серия 21:КоманчапротивМонгола

### Команда Команчи
- Хоакин Гонсалес, наездник, представитель племени команчей
- Джей Редхоук, стрелок из лука и мастер по изготовлению луков

Вооружение и защита:
- Боевой топор
- Ланцея
- Лук и стрелы
- Нож для скальпа
- Нагрудник из костей
- Щит из бычьей кожи

Данные о воине:
- Год: 1840
- Рост: 5 футов 9 дюймов
- Вес: 145 фунтов
- Броня: костяной нагрудник и кожаный щит

### Команда Монгола
- Мунхтур Луваснджамбаа, наездник и лучник
- Джейсон Нгуен, боец смешанных единоборств, мастер боя на клинках

Вооружение и защита:
- Шестопер
- Глефа
- Монгольский лук и стрелы
- Ильд (сабля)
- Кожаные нагрудник и щит

Данные о воине:
- Год: 1225 (приблизительно)
- Рост: 5 футов 5 дюймов
- Вес: 145 фунтов
- Броня: кожаная

### Результаты компьютерной симуляции
|                          | Команча         | Побед | Монгол          | Побед |
| ------------------------ | --------------- | ----- | --------------- | ----- |
| Оружие малой дальности   | Топор           | 152   | Шестопер        | 111   |
| Оружие средней дальности | Ланцея          | 168   | Глефа           | 116   |
| Оружие большой дальности | Индейский лук   | 205   | Монгольский лук | 142   |
| Специальное оружие       | Нож для скальпа | 3     | Ильд            | 103   |
| Итого                    |                 | 528   |                 | 472   |

Со счетом 528:472 победил Команча.

### Факты об эпизоде
- Второй раз в шоу учитывался фактор конного боя: оба в симуляции сражались на лошадях.
- Монгол одержал не менее 100 побед каждым оружием, но проиграл.
- Шестопер в состязании оружия ближнего боя оказался сильнее топора, поскольку топор, хотя и пробил три искусственных черепа, но застрял. Шестопер разбил все черепа в два раза быстрее.
- Шестопер — пятнадцатое оружие, победившее в испытаниях, но на деле оказавшееся хуже, чем у противника.
- Сравнение копий участники проводили частично в конном бою: индейская ланцея обладала большей проникающей способностью и победила в категории, к тому же глефу трудно было использовать верхом (она подходила больше для пехоты).
- Точность индейского лука была выше, чем у монгольского: монгол попал пять раз, убив четверых, а команча — шесть раз (тоже 4 смерти), причём сделал это быстрее.
- При помощи 10 ударов монгольский ильд разрубил свиную тушу, что позволило ему превзойти нож для скальпа, у которого убойная сила не была достаточно подробно освещена.
- В симуляции команча, победив монгола, снимает с него скальп и поднимает трофей в воздух.

## Серия 22:SEALпротивSayeret

### Команда SEAL
- Роб Рой, морской пехотинец США со стажем службы в 22 года
- Колин Палмер, морской пехотинец США, взрывотехник

Вооружение и защита:
- Нож Recon 1
- Пистолет SIG-Sauer P226
- Автомат M4 Colt Commando
- Взрывчатка C-4
- Боевой шлем

Данные о воине:
- Год появления: 1961
- Численность: 2000
- Рост: 6 футов
- Вес: 185 фунтов

### Команда Sayeret
- Моти Хоренштейн, боец UFC, ветеран воздушно-десантных войск Израиля, инструктор по боевому искусству крав-мага
- Майк Канарек, ветеран бригады Голани

Вооружение и защита:
- Нож KA-BAR
- Пистолет Glock 19
- Автомат IMI Galil
- Взрывчатка Семтекс
- Шлем KASDA

Данные о воине:
- Год появления: 1957
- Численность: засекречена
- Рост: 5 футов 10 дюймов
- Вес: 180 фунтов

### Результаты компьютерной симуляции
|                          | SEAL             | Побед | Sayeret     | Побед |
| ------------------------ | ---------------- | ----- | ----------- | ----- |
| Оружие малой дальности   | Recon 1          | 15    | KA-BAR      | 42    |
| Оружие средней дальности | SIG Sauer P226   | 101   | Glock 19    | 98    |
| Оружие большой дальности | M4 Colt Commando | 355   | Micro Galil | 288   |
| Взрывное оружие          | C4               | 47    | Semtex      | 54    |
| Итого                    |                  | 518   |             | 482   |

Со счетом 518:482 победило SEAL.

### Факты об эпизоде

#### Сравнение оружия
- Оружие ближнего боя — ножи — испытывалось на гелевых манекенах. Нож американцев Recon-1 продемонстрировал Роб Рой, нанеся колоссальное количество ударов ножом по манекену из геля за короткий промежуток времени. Однако KA-BAR ненамного проиграл по скорости движения, поэтому была объявлена ничья.
- Пистолет SIG P226 оказался точнее и эффективнее: американцы поразили два манекена и сбили пять шаров за 13,84 секунды, в то время как израильтяне несколько раз промахнулись и затратили 20,03 секунд.
- Скорострельность и точность M4 Colt Commando оказалась выше, чем у Micro Galil при стрельбе по движущейся цели.
- Взрывчатка израильтян Semtex оказалась более разрушительной, чем C-4: на испытаниях «морские котики» устанавливали её на лодку, а коммандос вставили в манекен телефона; позднее обе взрывчатки установили в двух деревянных домах.
- Дополнительно были показаны техники ближнего боя: американская система контактного боя CQD и израильское боевое искусство крав-мага. Их не учитывали как отдельную категорию.

#### Симуляция
- По итогам симуляции «морские котики» не воспользовались своим ножом, а коммандос — пистолетом.
- Первый раз один из воинов убил сразу двух человек, подорвав взрывчатку.

#### Прочее
- Второй раз в шоу сталкиваются друг против друга союзники: морская пехота США SEAL и израильские коммандос Сайарет ведут борьбу с террористами на Ближнем Востоке.
- Как и в эпизоде «ИРА против Талибана», в конце выпуска появляется сообщение о предложении оказать материальную помощь фонду борьбы с противопехотными минами Adopt-A-Minefield (как это сделала команда шоу).
- В шоу была произведена попытка воссоздания операции израильских спецслужб по ликвидации террориста Яхйя Аяша, в ходе которой израильтяне заложили в его мобильный телефон заряд C-4 и подорвали его дистанционно. Израиль официально не подтверждал и не опровергал этот вариант развития событий.